# 小松悦子
小松 悦子（こまつ えつこ）とは、日本のアニメーションプロデューサーである。過去にスタジオコメットで制作デスク、プロデューサーなどを務めていた。

## 担当作品
- 1985年『ハイスクール!奇面組』（制作事務）
- 1987年『ついでにとんちんかん』（制作事務）
- 1988年『名門!第三野球部』（制作デスク）
- 1989年『ドラゴンクエスト』（制作デスク）
- 1991年『ハイスクールミステリー学園七不思議』（制作デスク）
- 1992年『まぼろしまぼちゃん』（制作担当）
- 1992年『ツヨシしっかりしなさい』（制作担当）
- 1992年『バトルファイターズ 餓狼伝説』（制作担当）
- 1993年『バトルファイターズ 餓狼伝説2』（制作担当）
- 1993年『バトルスピリッツ 龍虎の拳』（制作担当）
- 1994年『餓狼伝説 -THE MOTION PICTURE-』（制作担当）
- 1994年『サムライスピリッツ 破天降魔の章』（制作担当）
- 1994年『キャプテン翼J』（プロデューサー）
- 1995年『FX連続アニメ プライベート・アイ・ドル』（プロデューサー）